# Чарлз Кінґ (велогонщик)
Чарлз Кінґ (англ. Charles King, 12 червня 1911 — 19 липня 2001) — британський велогонщик.
Бронзовий призер Олімпійських Ігор 1936 року в командній гонці переслідування на 4000 м.